# Boys in a Band
Boys in a Band es una banda feroesa de rock formada en el 2006 en la ciudad de Norðragøta. también poseen varios géneros e influencias, que incluye garage rock, cowboy rock (según ellos), folk y post-punk revival.

## Historia

### 2006
El grupo está compuesto por el vocalista y guitarrista Pætur Zachariasson, Heini guitarrista, Simun Sakaris bajista, The Rogvi baterista y Heri Schwartz en Órgano Hammond. Ellos ganaron el concurso de la Batalla Global de las Bandas (2007) (GBOB).
La banda se formó en septiembre de 2006. El mismo año en que se tomaron parte en la música del festival Global Battle of the Bands (GBOB) la competencia internacional. Esto les valió un segundo lugar en la competencia nacional. Hasta 2006 la banda logró convertirse en uno de los actos en vivo más populares de las Islas Feroe, ya pesar de no haber lanzado un disco, lo que les aseguró una nominación en los premios anuales Planet, un espectáculo de las Islas Feroe premio local, el cual es patrocinado por el diario Sosialurin. La banda logró ganar su nominación, que estaba en el mejor debutante de la categoría del 2006.

### 2007
Al año siguiente, la banda continuó participando en las competiciones. En primer lugar en un concurso de canciones escrito local que formaba parte de la vitrina AME nórdica dos veces al año (Atlantic Music Event). Su Sencillo Secrets to Conceal, quedó en tercer lugar.
Más tarde ese año la banda entró en el concurso GBOB una vez más. Esta vez fue más afortunado y la banda pasó a ocupar el primer lugar en la final mundial por delante de más de 3000 otras bandas de 25 países diferentes. El premio fue de $ 100.000 (EE. UU.) y una gira mundial.
.
En 2007 se presentaron en vivo en festivales europeos como: Roskilde Festival (Dinamarca), SPOT (Dinamarca), G! Festival (Islas Feroe) y Iceland Airwaves (Islandia).

### 2008
En enero tuvieron gira en Londres a grabar su primer disco con Ken Thomas quien es conocido por su trabajo con la banda islandesa de post-rock Sigur Rós y una de las bandas más populares del synthpop británico Depeche Mode.
2008 resultó ser el año más fructífero y más exitosa para la banda. Tocaron en festivales como el Eurosonic (Países Bajos), by:Larm (Noruega), Canadian Music Week (Canadá), SXSW (Rstados Unidos), The Great Escape (Reino Unido) y SPOT (Dinamarca). En julio, se rompió el récord mundial para la mayoría de los programas en 24 horas, jugando nada menos que 24 conciertos en las Islas Feroe.
La banda tocó en el festival Iceland Airwaves en Reikiavik, Islandia en octubre del 2008.

### 2009 - presente
Actualmente la banda esta de gira mundial en todo el mundo así a lo mismo para sacar su segundo disco de estudio así como tocando en festivales de rock más importantes del mundo.

## Integrantes

### Formación actual
- Pætur Zachariasson - vocalista y guitarra
- Heri Schwartz - Órgano Hammond y vocal de apoyo
- Heini - guitarra y vocal de apoyo
- Simun Sakaris - bajo y vocal de apoyo
- The Rógvi - batería y vocal de apoyo

## Discografía

### Álbumes de estudio
- 2008: "Black Diamond Train"

### EPs
- 2007: "Boys in a Band"

### Compilaciones
- 2007: "Popp List 6"
- 2008: "Popp List 7"

### Sencillos
- "Dance in the Pale Moonlight"
- "Beyond Communication"
- "Secrets to Conceal"
- "Black Diamond Train"